# Bulverket
Le Bulverket est le nom des vestiges d'une grande fortification en bois au lac Tingstäde sur l'île de Gotland en Suède. À sa construction, c'était une enceinte de 250 m de diamètre à double palissade protégeant des maisons élevées sur une plate-forme.
Selon l'enquête archéologique de 1989, cette structure de village fortifiée a été construite dans les années 1130 et pourrait avoir été utilisé près d'un siècle. Bien que son objectif initial semble inconnu, les théories suggèrent que ce lieu ait été utilisé soit comme abri pendant une période de turbulences sur Gotland à la fin de l'âge des Vikings ou soit comme le site d'un dernier combat. 
Parmi les découvertes archéologiques du Bulverket il y a aussi les restes de trois bateaux vikings. L'un d'eux a servi de modèle pour la reconstruction d'un bateau Viking, le Krampmacken, en 1980. Celui-ci a, par la suite, fait plusieurs voyages suivant les anciennes voies vikings à travers l'Europe de l'Est.

## Étymologie
Le nom Bulverket provient des vieux mots suédois bul et verk qui se réfère à quelque chose « intégré ». Il est lié au mot anglais bulwark (rempart), comme au mot néerlandais Bolwerk Néerlandais, proche du mot suédois bålverk (fortin militaire).

## Découverte
Il est probable que le Bulverket ait été connu par les populations locales depuis des siècles, pouvant être vu à travers l'eau lors d'une journée calme, surtout que le lieu est également considéré comme le meilleur endroit pour pêche sur le lac.  
Cependant, il n'y a aucune tradition orale relative à cette construction. Tout ce qui reste est un dicton utilisé dans la partie nord de Gotland qui concerne grandes quantités de fumée : « Det ryker som när Tingstäde Träsk Brann » (« Il y a de la fumée, tout comme lorsque le lac Tingstäde a brûlé »). 
Le Bulverket est aussi mentionné dans des écrits de 1868, lorsque l'archéologue suédois Oscar Montelius et le naturaliste et professeur Dr Lindström font quelles découvertes  dans le lac Tingstäde en 1866.
L'un des moyens de voir les vestiges de Bulverket est pendant l'hiver, lorsque la glace est lisse et claire et le lac utilisé pour le patinage.

## Bulverket
Cette grande fortification en bois fut élevé dans le milieu du lac Tingstäde, sur l'île de Gotland dans la partie la moins accessible. Elle est maintenant effondrée et les vestiges sont dispersés sur une superficie de 40 000 mètres carrés. La partie principale de Bulverket est composée de quatre piliers sur des caissons en rondins.  Les piles, espacées de 30 à 40 m de large, ont formé une plate-forme carrée de 170 m de côté. La plate-forme a été alignée de sorte que chaque côté est face à chacun des points cardinaux. Sur la plate-forme étaient construites des maisons d'habitation  ainsi que des hangars de stockage. Dans la partie centrale, en dessous de la plateforme, se trouvait une ouverture cachée qui servait pour l'amarrage des bateaux. On estime que près de 200 navires du début de l'Ère viking pouvaient y être amarrés.

### Plate-forme et palissade

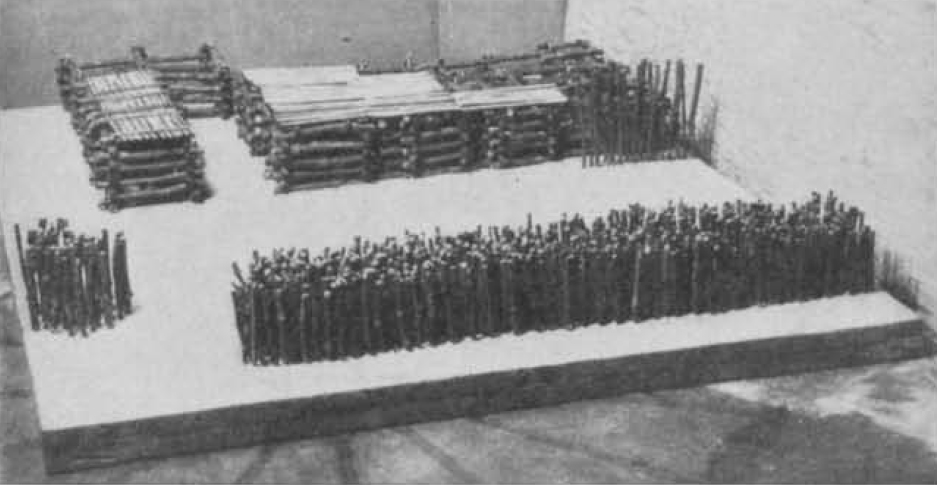
Maquette au 1/40° du coin nord-ouest

La plate-forme carrée a été enfermée par deux palissades concentriques de 250 m de diamètre enfoncées dans le fond du lac. La palissade a des ouvertures dans la partie nord-ouest de la construction pour permettre aux bateaux et sortir. L'analyse des poteaux verticaux montrent que la surface de l'eau est restée à peu près à la même hauteur qu'aujourd'hui, mais la profondeur de l'eau a diminué en raison à la sédimentation ; celle-ci est de 0,5 à 1 mètre sur le site.
Le Bulverket n'a pas été construit en une seule fois, mais plutôt de caisson en caisson.  Certains de ceux-ci étaient reliés entre-eux par des rondins verticaux. Les caissons étaient d'environ 4 m de hauteur et recouvert d'un revêtement de sol qui reposait à 1 m au-dessus de l'eau.

### Habitations
Les maisons ont été construites en utilisant différentes méthodes telles que  la pièce-sur-pièce à coulisse , la construction en rondins empilés la palisade walls.  Les détails  trouvés sur le site indiquent que les maisons étaient d'environ 3 m × 3 m. Un total d'environ 25 000 troncs d'arbre, principalement de pins, ont été utilisées pour construire le Bulverket.  Cela équivaut à environ 50 ha de forêt. Les études de la construction montrent qu'il a été construit dans une période relativement courte de temps, peut-être pas moins d'un an. Cela aurait nécessité environ le travail de 100 hommes.

### But de cet ouvrage
Bien que la raison de la construction de Bulverket reste inconnue, une telle construction fortifiée au milieu d'un grand lac suggère tout de même un lieu de refuge. Le concept d'un tel bâtiment n'a pas d'équivalent en Scandinavie, ce qui suggère que cette construction pourrait être d'influence de bâtiment slave ou balte.
Différentes théories pour expliquer cet abri ont été présentées. Au début du XIIe siècle, les raids des pirates et des petites royautés de la mer Baltique peuvent expliquer ce genre de fortification utilisée comme site d'une dernière position de bataille. De nombreuses autres découvertes sur le site indiquent la possibilité d'un lieu de pêche et de commerce, d'échange et de stockage.  L'opposition à cette théorie souligne que la fortification est trop lourde pour un simple comptoir marchand.
Du temps de Bulverket, l'île de Gotland était sous la pression des représentants de la nouvelle religion chrétienne du diocèse de Linköping. Une théorie expliquerait cette place forte contre cette  colonisation religieuse. Une autre théorie, à la fin de l'ère viking, aurait à voir avec le bouleversement social qui a eu lieu dans cette région. La ville de Tingstäde était tout aussi stratégique alors qu'elle l'a été jusqu'au début des années 1900. En 2015, aucune des théories émises jusqu'ici n'a confirmée.

## Fouilles archéologiques
En raison de la sédimentation naturelle du lac Tingstäde les restes de Bulverket ont été bien conservés et les vestiges archéologiques sous-marins découverts sur le site sont en très bon état. Même les petites branches de genévriers placées sur la glace par les charpentiers pour marquer le tracé de la Bulverket au cours sa construction ont été sauvegardées. Il est probable que les troncs d'arbre et les branchages ont été coupés pendant l'hiver et transportés sur la glace jusqu'à Bulverket.  

### 1921-1936

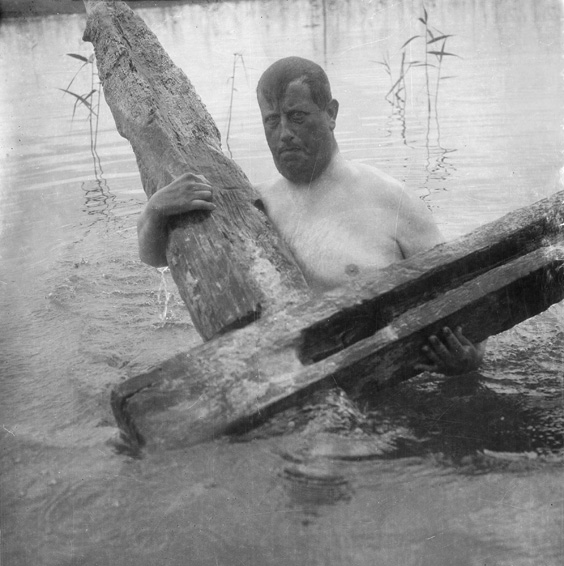
Relevage d'un vestige en 1927

Arvid Zetterling, né à Åtvidaberg le 29 mai 1865, un capitaine du régiment d'artillerie de Gotland, a aperçu  les vestiges de Bulverket quand il allait à la pêche sur le lac Tingstäde. Il est fasciné par les troncs d'arbre qu'il a vu sur le fond du lac  et a fait une petite enquête sur le site dès 1915. Il a attendu d'être en retraite en 1918 pour entreprendre un examen plus approfondi de cette structure. 
La première véritable enquête archéologique a commencé en 1921, malgré le fait que Zetterling vivait à Hässleholm à cette époque. Il se retire complètement de l'armée en 1932 et passe la plupart de son temps à étudier Bulverket. En 1932-1935, il loue des logements à Furubjär Farm proche de Tingstäde  où il a également fondé un petit musée consacré à la découverte de Bulverket. Le musée a fermé quand il est mort le 18 janvier 1939. 
Zetterling était un archéologue amateur avec des ressources limitées. Il draguait le site en utilisant des outils fait maison, tirant de grandes parties de l'ouvrage, assis sur une chaise haute ressemblant à celle d'un juge de tennis, et en faisant des photos aériennes du site. Zetterling fut probablement le premier en Suède à utiliser la photographie aérienne en archéologie. Au cours du dragage, il a trouvé différents types de bois appartenant à la plate-forme et  aux maisons. Parmi les objets remontés, il y a un coffre en bois d'environ 1 mètre de long, un  abreuvoir à bestiaux de 4,5 m sur 0,3 m, à 5 mètres de fond les restes de deux types de bateaux ainsi que quelques objets de bronze, flotteurs de pêche, des noisettes et des os de bovins, d'ovins, de  porcs et de volailles. Il a également trouvé du bois endommagé par le feu et en a donc conclu qu'une grande partie de Bulverket avait brûlé. Il a confectionné un plan de la Bulverket à l'échelle 1/50°.

### 1989-1994
Les dernières fouilles sur Bulverket ont été réalisées de 1989 à 1994 et dirigé par Johan Rönnby. Un sonar à balayage latéral a été utilisé pour cartographier le fond du lac. La stratigraphie a été réalisée sur une superficie de 27 m sur 2,5 m  dans la partie sud du site et 20 carottages ont été effectués en différentes parties du site. 
Aucune terre noire n'a été trouvée, ce qui indique que la construction n'a pas été utilisé longtemps comme habitation. S'il y a des traces de feu retrouvées, suggérant qu'il pourrait y avoir eu un incendie, celui-ci fut relativement circonscrit pour ne pas avoir détruit l'ensemble de Bulverket. Une autre hypothèse suggère que la construction est devenue instable et a été abandonnée avant de finalement s'effondrer. 
La Dendrochronologie et l'examen au Carbone 14 montrent que Bulverket a été construit dans les années 1130 et les archéologues, à partir de 2015, vont tenter de déterminer la durée d'existence du site. Les estimations actuelles vont de quelques années jusqu'à un siècle.

## Bateau de Bulverket
Au cours des premières fouilles dans les années 1920, des morceaux de trois bateaux différents ont été trouvés Bulverket et dans celles de 1990 des pièces supplémentaires du plus grand d'entre eux ont été relevées. Au total, 29 pièces du bateau ont été trouvés, mais comme de nombreuses parties vitales sont absentes, il est impossible de déterminer les mesures exactes du navire. Il est donc estimé que le bateau était environ 8 mètres (26 pieds) de long, 2 mètres (6,6 pieds) de large et d'un tirant d'eau de 0,8 mètre (2,6 pieds). Il a été  construit par bordages à clin, avec un mât à voile carrée et un gouvernail sur le côté. C'était probablement un petit bateau viking de pêche et de navigation sur le lac.
Le bateau avait une quille en forme de T, probablement sept membrures et six virures  jointes avec des chevilles en bois. Le positionnement du mât dans un trou dans l'un des cadres, suggère l'influence des techniques de construction navale slave. Il a été construit dans la tradition du Bateau de Hjortspring (400-300 av. J.-C.) et il peut être comparé aux bateaux de Dantzig-Ohra 2, Skuldelev 6 et Bateau de Valsgärde.
La datation au carbone 14 du bateau a été réalisée en 1975 par le laboratoire de Muséum suédois d'histoire naturelle, qui le date vers 1200. Cela a posé un problème puisque le bateau aurait été utilisé par les habitants de la fortification, mais le reste de la Bulverket a été daté vers 1130. Il a ensuite été expliqué que les restes du bateau ont été traités avec l'huile de lin et de l'alun dans les années 1930, dans le cadre du processus de conservation, ce qui peut avoir faussé les résultats. Un examen plus poussé du bois a montré que les bateaux ont été faits en pin. Les pièces du bateau ont d'abord été conservé au Musée suédois d'histoire naturelle jusqu'en 1975, puis déplacé vers le musée maritime de Stockholm de documentation complète. 